# Agapanthia probsti
Agapanthia probsti är en skalbaggsart som beskrevs av Holzschuh 1984. Agapanthia probsti ingår i släktet Agapanthia och familjen långhorningar. Inga underarter finns listade i Catalogue of Life.